# Franz Oehlecker

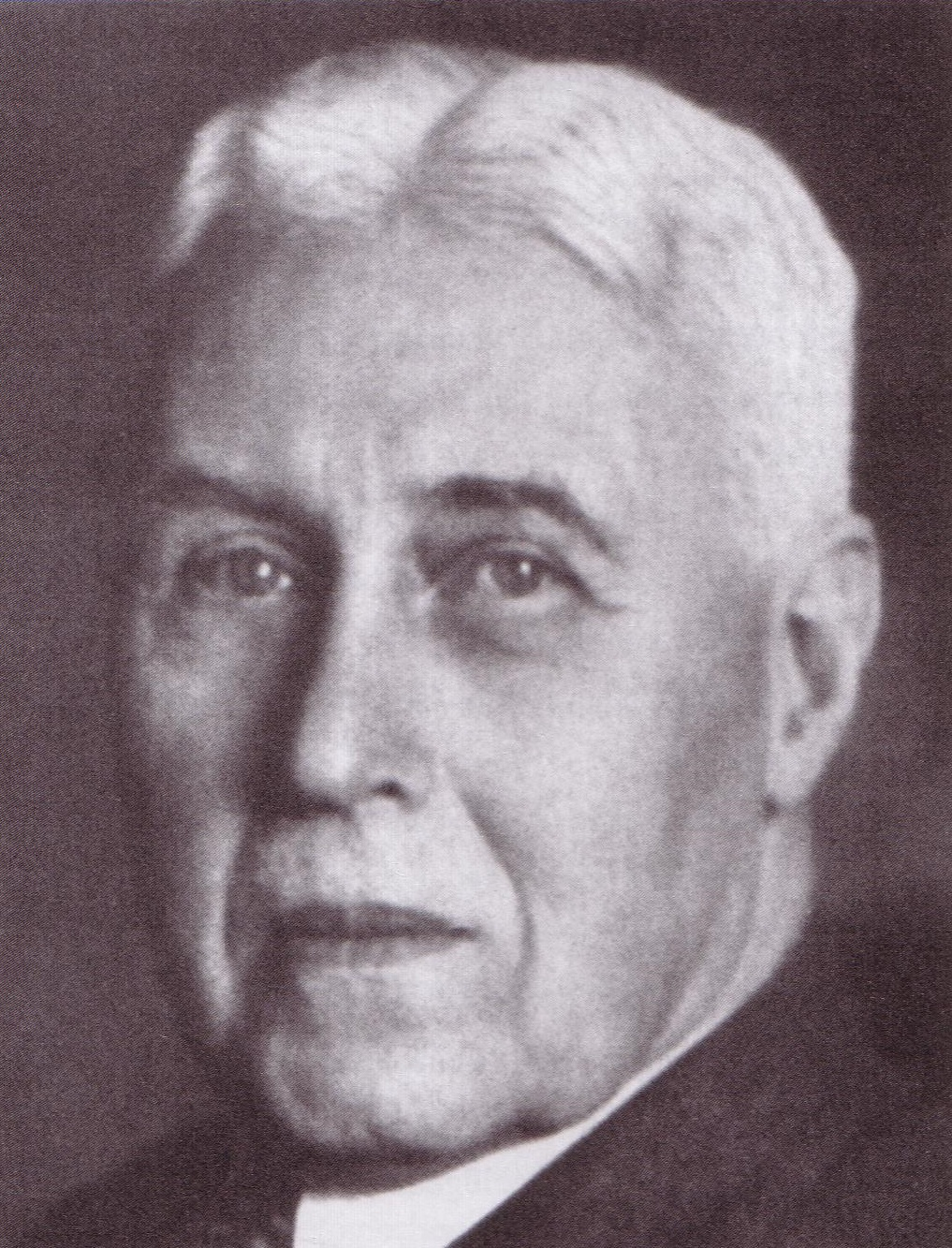
Franz Oehlecker, um 1930

Franz Oehlecker (* 19. Dezember 1874 in Hamburg; † 16. November 1957 ebenda) war ein deutscher Chirurg in Hamburg. Er gilt als Pionier der Bluttransfusion.

## Leben
Oehlecker studierte an der Eberhard Karls Universität Tübingen Medizin. 1897 wurde er im Corps Franconia Tübingen aktiv. Als Inaktiver wechselte er an die Friedrich-Wilhelms-Universität zu Berlin. 1903 wurde er in Berlin zum Dr. med. promoviert. Seine chirurgische Ausbildung durchlief er von 1907 bis 1914 bei Hermann Kümmell im Universitätskrankenhaus Eppendorf. Von 1914 bis 1946 war er Chefarzt im AK Barmbek. Auf ihn geht die Oehlecker-Probe zurück, eine vor Einführung der Blutgruppenbestimmung empfohlene Einspritzung von etwas Spenderblut und Beobachtung des Empfängers auf Unverträglichkeitsreaktionen. 1925, 1929 und 1934 leitete er die 29., 39. und 49. Tagung der Vereinigung Nordwestdeutscher Chirurgen. Im November 1933 unterzeichnete er das Bekenntnis der deutschen Professoren zu Adolf Hitler. Am 1. Juli 1937 beantragte er die Aufnahme in die NSDAP und wurde rückwirkend zum 1. Mai desselben Jahres aufgenommen (Mitgliedsnummer 4.230.587). Mit fast 83 Jahren gestorben, wurde Oehlecker auf dem Friedhof Ohlsdorf beim Nordteich (Planquadrat AC 12) beerdigt. Sein Nachfolger im AK Barmbek wurde Hans Junker.

## Veröffentlichungen (Auswahl)
- Bluttransfusion. 1933.

## Ehrungen

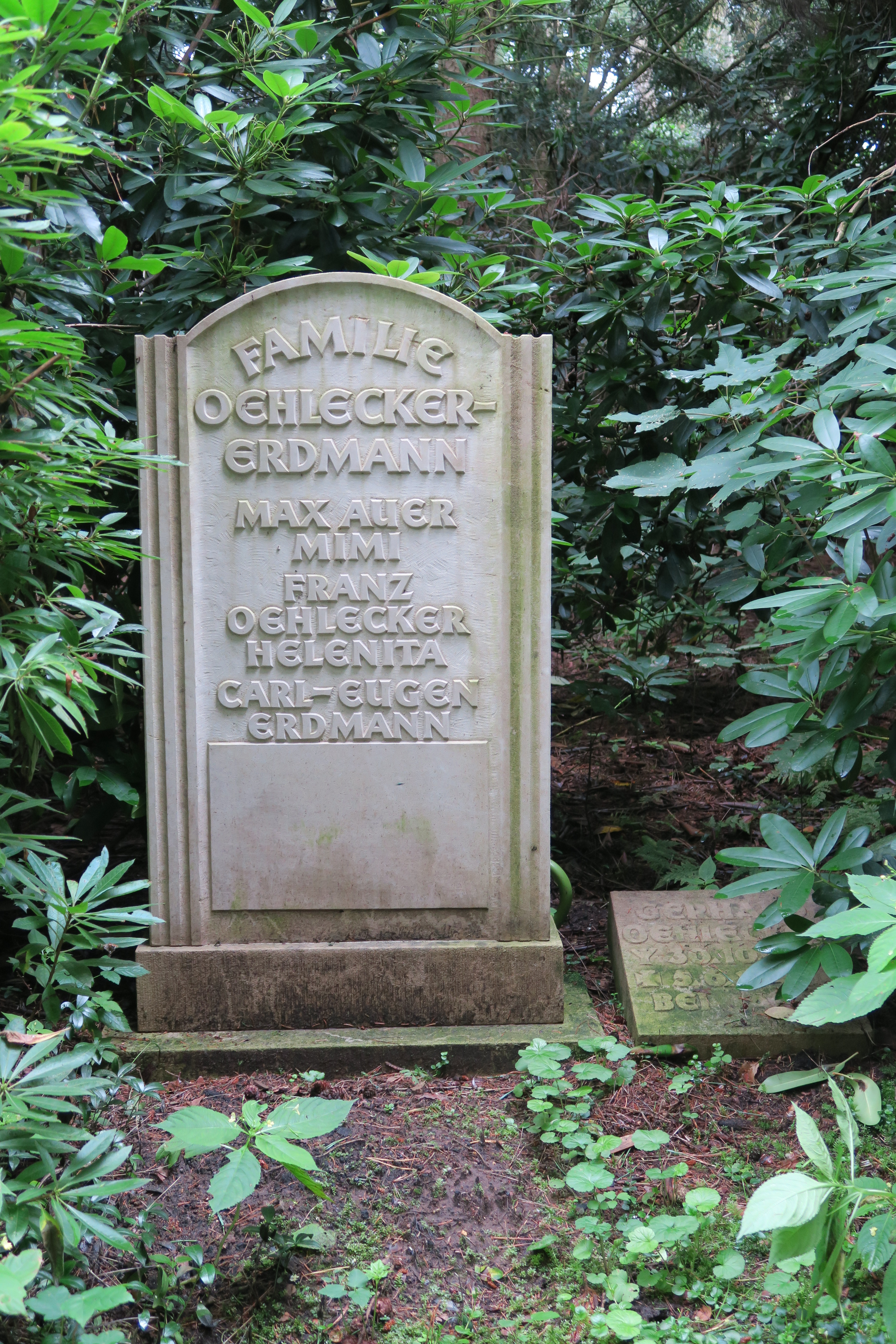
Grabstein der Familie Oehlecker-Erdmann auf dem Friedhof Ohlsdorf

- Erstes Ehrenmitglied der Deutschen Gesellschaft für Bluttransfusion
- Ehrenmitglied der  Deutschen Gesellschaft für Chirurgie
- Ehrenmitglied der Vereinigung Nordwestdeutscher Chirurgen[7]
- Ehrendoktor der Naturwissenschaftlichen Fakultät der Universität Hamburg
- Franz-Oehlecker-Medaille der Deutschen Gesellschaft für Transfusionsmedizin und Immunhämatologie  (gestiftet 1964)[8]
- Straßenbenennung Oehleckerring in Hamburg-Langenhorn.

## Kritik
Im Januar 2018 hatte der Aktivist René Senenko im zuständigen Ortsausschuss in Hamburg-Nord erstmals die Umbenennung des Oehleckerrings vorgeschlagen mit der Begründung, Oehlecker habe in der NS-Zeit Hunderte Männer im Krankenhaus Barmbek zwangssterilisiert. Im März 2022 gab die vom Senat berufene „Kommission für den Umgang mit NS-belasteten Straßennamen in Hamburg“ die folgende Empfehlung ab: „Oehlecker führte am AK Barmbek Hunderte von Zwangssterilisationen durch und hat so bewusst die dauerhafte Schädigung von Menschen herbeigeführt. Da durch die Zwangssterilisationen Menschen bis zu ihrem Lebensende durch den Eingriff geschädigt worden sind, ist eine Umbenennung geboten.“ Bis Anfang 2025 wurde noch kein diesbezüglicher Beschluss der Bezirksversammlung Nord gefasst.